# Juan del Arco
Pour les articles homonymes, voir Del Arco.
Juan del Arco, né le 29 novembre 1991 à Leganés, est un handballeur espagnol évoluant au poste d'arrière gauche.

## Palmarès
- Médaille d'argent au Championnat d'Europe 2016 en Pologne